# Isabelle Condou
Isabelle Condou est une écrivaine belge installée en France.

## Biographie
D'origine belge, elle est installée en Gironde. Elle est également scénariste.

## Œuvres
- Il était disparu, Plon, 2004[2]
- La solitude de l’aube, Plon, 2006
- La Perrita, Plon, 2010[3]
- Un pays qui n’avait pas de port, Plon, 2013[4]

## Prix et distinctions
- Grand Prix littéraire du web en 2009[5]
- Prix littéraire 2014 de la ville de Balma pour Un pays qui n'avait pas de port[6].
- Prix Compagnie des Pêches 2014 pour Un pays qui n'avait pas de port[7]..
- Sélection Prix littéraire de la Porte Dorée 2014 pour Un pays qui n'avait pas de port[8].